# Mousse al cioccolato
La mousse al cioccolato (pronuncia /mus/) è un dolce, tipico della cucina francese, con una composizione che include almeno il cioccolato e l'albume montato a neve.

## Storia
La mousse al cioccolato è apparsa per la prima volta nel 1755, con il nome mousse de chocolat, all'interno del ricettario Les soupers de la cour del cuoco francese Menon. Il cuoco descrisse quattro differenti mousse: alla crema, al caffè, al cioccolato e allo zafferano. Prima di servirle raccomandava di tenerle due ore in ghiaccio.

## Preparazione
Questo genere di dolce viene realizzato in una varietà di preparazioni utilizzando, di solito, panna montata e uova come ingredienti base, a cui si aggiungono cioccolato oppure puree di frutta, a seconda del tipo di sapore che si intende conferire. Il dessert può essere decorato con tuorlo d'uovo, zucchero o panna montata, e ancora, spezie o scorza di agrumi. La gelatina viene usata di solito come guarnizione. La mousse moderna si ottiene da una miscela di meringa italiana, panna montata, colla di pesce e aromi, nel caso della frutta. In caso si sostituisca la frutta con frutta secca e cioccolati, al posto della meringa si usa la pâte à bombe. Si serve alla temperatura di 4-8 °C.
Vi sono altresì alternative vegane.